# Коді (Вайомінг)
Коді (англ. Cody) — місто (англ. city) в США, в окрузі Парк штату Вайомінг. Населення — 10 028 осіб (2020).

## Географія
Коді розташоване за координатами 44°31′15″ пн. ш. 109°3′17″ зх. д. / 44.52083° пн. ш. 109.05472° зх. д. (44.520724, -109.054674).  За даними Бюро перепису населення США в 2010 році місто мало площу 26,99 км², з яких 26,41 км² — суходіл та 0,59 км² — водойми.

### Клімат
| Клімат : Коді                         | Клімат : Коді | Клімат : Коді | Клімат : Коді | Клімат : Коді | Клімат : Коді | Клімат : Коді | Клімат : Коді | Клімат : Коді | Клімат : Коді | Клімат : Коді | Клімат : Коді | Клімат : Коді | Клімат : Коді |
| Показник                              | Січ.          | Лют.          | Бер.          | Квіт.         | Трав.         | Черв.         | Лип.          | Серп.         | Вер.          | Жовт.         | Лист.         | Груд.         | Рік           |
| Абсолютний максимум, °C               | 20,0          | 23,9          | 26,1          | 30,6          | 34,4          | 39,4          | 40,6          | 39,4          | 36,1          | 30,6          | 23,3          | 19,4          | 40,6          |
| Середній максимум, °C                 | 3,0           | 4,6           | 9,5           | 14,0          | 18,9          | 24,0          | 28,8          | 27,9          | 22,3          | 15,3          | 7,3           | 2,2           | 14,8          |
| Середній мінімум, °C                  | −8,7          | −7,7          | −3,4          | 0,4           | 5,2           | 9,6           | 13,4          | 12,5          | 7,6           | 1,8           | −3,9          | −9            | 1,5           |
| Абсолютний мінімум, °C                | −40           | −43,3         | −30,6         | −27,8         | −9,4          | −3,9          | 0,6           | −1,7          | −12,8         | −23,9         | −31,1         | −37,2         | −43,3         |
| Норма опадів, мм                      | 8             | 8             | 14            | 28            | 45            | 43            | 29            | 23            | 27            | 22            | 12            | 7             | 266           |
| Днів з опадами                        | 2,8           | 2,9           | 5,3           | 7,5           | 9,6           | 9,3           | 7,3           | 6,9           | 6,5           | 5,0           | 3,7           | 3,4           | 70,1          |
| Днів зі снігом                        | 2,6           | 2,3           | 2,7           | 1,8           | ,2            | 0             | 0             | 0             | ,1            | 1,3           | 2,2           | 3,1           | 16,5          |
| ------------------------------------- | ------------- | ------------- | ------------- | ------------- | ------------- | ------------- | ------------- | ------------- | ------------- | ------------- | ------------- | ------------- | ------------- |
| Джерело: NOAA (extremes 1915–present) |               |               |               |               |               |               |               |               |               |               |               |               |               |

## Демографія
Згідно з переписом 2010 року, у місті мешкало 9520 осіб у 4278 домогосподарствах у складі 2502 родин. Густота населення становила 353 особи/км².  Було 4650 помешкань (172/км²).
Расовий склад населення:
| - 95,9 % — білих - 0,7 % — корінних американців - 0,4 % — азіатів - 0,2 % — чорних або афроамериканців - 0,1 % — вихідців з тихоокеанських островів - 1,0 % — осіб інших рас |

До двох чи більше рас належало 1,8 %. Частка іспаномовних становила 3,1 % від усіх жителів.
За віковим діапазоном населення розподілялося таким чином: 21,8 % — особи молодші 18 років, 60,0 % — особи у віці 18—64 років, 18,2 % — особи у віці 65 років та старші. Медіана віку мешканця становила 42,4 року. На 100 осіб жіночої статі у місті припадало 93,2 чоловіків;  на 100 жінок у віці від 18 років та старших — 91,1 чоловіків також старших 18 років.
Середній дохід на одне домашнє господарство  становив 64 717 доларів США (медіана — 53 944), а середній дохід на одну сім'ю — 72 692 долари (медіана — 57 981). Медіана доходів становила 46 000 доларів для чоловіків та 32 469 доларів для жінок. За межею бідності перебувало 8,6 % осіб, у тому числі 10,6 % дітей у віці до 18 років та 4,6 % осіб у віці 65 років та старших.
Цивільне працевлаштоване населення становило 5537 осіб. Основні галузі зайнятості: освіта, охорона здоров'я та соціальна допомога — 25,2 %, роздрібна торгівля — 18,7 %, мистецтво, розваги та відпочинок — 16,1 %.
За даними перепису 2000 року,
на території муніципалітету мешкало 8835 людей, було 3791 садиб та 2403 сімей.
Густота населення становила 367,6 осіб/км². Було 4113 житлових будинків.
З 3791 садиб у 29,0% проживали діти до 18 років, подружніх пар, що мешкали разом, було 50,7 %,
садиб, у яких господиня не мала чоловіка — 9,5 %, садиб без сім'ї — 36,6 %.
Власники 32,2 % садиб мали вік, що перевищував 65 років, а в 12,4 % садиб принаймні одна людина була старшою за 65 років.
Кількість людей у середньому на садибу становила 2,27, а в середньому на родину 2,86.
Середній річний дохід на садибу становив 34 450 доларів США, а на родину — 40 554 доларів США.
Чоловіки мали дохід 31 395 доларів, жінки — 19 947 доларів.
Дохід на душу населення був 17 813 доларів.
Приблизно 9,4 % родин та 13,9 % населення жили за межею бідності.
Серед них осіб до 18 років було 19,3 %, і понад 65 років — 11,0 %.
Середній вік населення становив 40 років.